# Miller Genuine Draft 200 1990
Miller Genuine Draft 200 1990 var ett race som var den fjärde deltävlingen i PPG IndyCar World Series 1990. Racet kördes den 3 juni på Milwaukee Mile. Al Unser Jr. tog sin andra seger för säsongen, och drygade ut sin sammanlagda ledning mot Penskeduon Rick Mears och Emerson Fittipaldi, som också var duon som stod på pallen med honom.

## Slutresultat
| Plats | Förare                | Team                     | Grid | Kvaltid |
| ----- | --------------------- | ------------------------ | ---- | ------- |
| 1     | Al Unser Jr.          | Galles-Kraco Racing      | 9    | 24,097  |
| 2     | Rick Mears            | Penske Racing            | 1    | 22,865  |
| 3     | Emerson Fittipaldi    | Marlboro Team Penske     | 6    | 23,573  |
| 4     | Bobby Rahal           | Rahal-Hogan Racing       | 5    | 23,549  |
| 5     | Michael Andretti      | Newman/Haas Racing       | 3    | 23,407  |
| 6     | Raul Boesel           | Truesports Co.           | 10   | 24,160  |
| 7     | John Andretti         | Porsche Motorsports      | 11   | 24,218  |
| 8     | Danny Sullivan        | Marlboro Team Penske     | 2    | 23,389  |
| 9     | A.J. Foyt             | A.J. Foyt Enterprises    | 12   | 24,248  |
| 10    | Scott Goodyear        | Doug Shierson Racing     | 13   | 24,598  |
| 11    | Eddie Cheever         | Chip Ganassi Racing      | 14   | 24,661  |
| 12    | Teo Fabi              | Porsche Motorsports      | 8    | 23,454  |
| 13    | Tony Bettenhausen Jr. | Bettenhausen Motorsports | 19   | 26,138  |
| 14    | Randy Lewis           | Arciero Racing           | 20   | 27,619  |
| 15    | Pancho Carter         | Leader Cards Racing      | 17   | 25,353  |
| 16    | Dean Hall             | Dale Coyne Racing        | 18   | 25,547  |
| 17    | Jeff Andretti         | Teamkar International    | 16   | 25,014  |
| 18    | Roberto Guerrero      | Patrick Racing           | 21   | -       |
| 19    | Arie Luyendyk         | Doug Shierson Racing     | 15   | 24,798  |
| 20    | Scott Brayton         | Dick Simon Racing        | 7    | 23,779  |
| 21    | Mario Andretti        | Newman/Haas Racing       | 4    | 23,454  |